# サルマ・ハエック
サルマ・ハエック・ピノー（Salma Hayek Pinault, 1966年9月2日 - ）は、米国で活動するメキシコ系の女優。本名サルマ・ハエック・ヒメネス(Salma Hayek Jiménez)。
「メキシコ大統領の名前は知らなくともハエックの名前は知っている」と言われるほどのメキシコを代表する国際的大女優として認知される。

## 来歴
1988年にメキシコ国内のテレノベラでデビュー。翌年放送された『テレサ』でタイトルロールのテレサ役でブレイクした。
24歳の時に英語を話せないままロサンゼルスに移り、ステラ・アドラーの元で演技を学ぶが 、ラテン系として、ハリウッドの中で役を掴むまでは苦労したといい、同じラテン系の血を引くロバート・ロドリゲス監督と出会い『デスペラード』のヒロイン役を演じたことで、一躍名が知られるようになった。不法移民の時期もあったという。この縁で、ロドリゲス監督作品のほとんどに顔を出している。
2002年公開の『フリーダ』でフリーダ・カーロを演じ、アカデミー主演女優賞などの候補になった。2005年にはカンヌ国際映画祭の審査員を務めた。
最近は自身の映画プロダクション"Ventanarosa"を設立し、プロデュース業にも乗り出している。また、テレビドラマ『アグリー・ベティ』の製作総指揮を務めている。

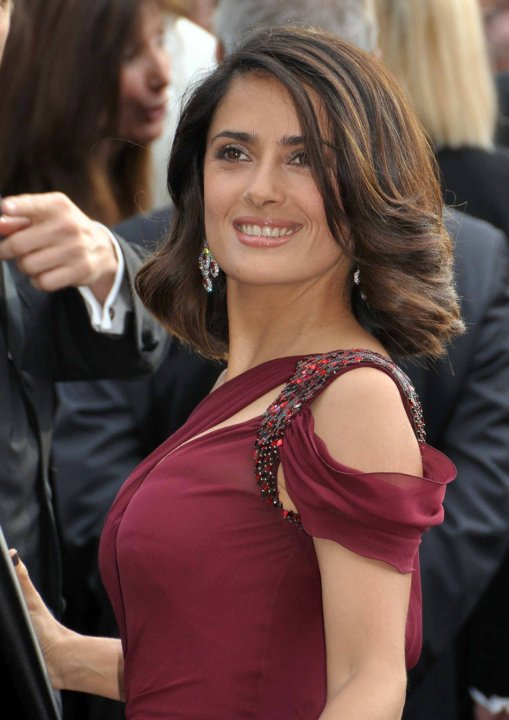
2010年、カンヌ国際映画祭でのハエック

2015年、スパイクテレビ主催のガイズ・チョイス・アワードで「デケイド・オブ・ホットネス（10年間ホットであり続けている女性）」賞を受賞 。

## 私生活
メキシコのベラクルス州コアツァコアルコスに出生。スペイン人とレバノン人と中東の少数民族アッシリア人の血を引く。父親は石油会社の重役、母親は元オペラ歌手であった。幼少期から女優を目指しており、大学では国際関係と演劇を専攻した。
アメリカの市民権を得ている。英語・スペイン語の他にポルトガル語・アラビア語を話すことができる。
女優のペネロペ・クルスとは親友の仲。
過去に俳優のエドワード・アタートン、エドワード・ノートン、ジョシュ・ルーカス(2003年前後)などとの交際歴がある。2007年3月9日にフランスの大手ファッション企業ケリングのCEOで実業家のフランソワ・アンリ・ピノーと婚約し、同年9月21日に長女（ヴァレンティナ）を出産。2008年7月18日に婚約破棄を発表したが、2009年2月14日にピノーと結婚。

## その他
ハーヴェイ・ワインスタインによるセクシャルハラスメント事件の被害者であり、彼女自身が受けた被害などに関し自身で記した長文の記事がニューヨーク・タイムスに掲載された。2002年に彼女が制作でも関わった『フリーダ』においてワインスタインの被害に遭っている。
プリンスの2009年のアルバムに収録された楽曲に"Valentina"という、彼女の娘であるヴァレンティナの名前を冠したと言われる楽曲がある。ハエックは2005年にプリンスの楽曲"Te Amo Corazón"のミュージックビデオで監督を務めており親交があったという。

## フィルモグラフィ

### 映画
| 年   | 題名                                                                    | 役名                                   | 備考                                                             | 吹き替え                                     |
| ---- | ----------------------------------------------------------------------- | -------------------------------------- | ---------------------------------------------------------------- | -------------------------------------------- |
| 1993 | Mi Vida Loca                                                            | Gata                                   |                                                                  | N/A                                          |
| 1994 | ロードレーサーズ Roadracers                                             | ドナ                                   | テレビ映画                                                       |                                              |
| 1995 | ミラグロの瞳 El Callejón de los milagros                                | アルマ                                 |                                                                  |                                              |
| 1995 | デスペラード Desperado                                                  | カロリーナ                             | 藤森夕子（VHS・DVD版） 安藤麻吹（BD版） 小林優子（テレビ朝日版） |                                              |
| 1995 | フォー・ルームス Four Rooms                                             | ダンサー                               |                                                                  |                                              |
| 1995 | フェア・ゲーム Fair Game                                                | リタ                                   | 沢海陽子                                                         |                                              |
| 1996 | フロム・ダスク・ティル・ドーン From Dusk Till Dawn                      | サンタニコ                             | 叶木翔子（ソフト版） 折井あゆみ（Netflix版）                     |                                              |
| 1996 | F.L.E.D./フレッド Fled                                                  | コーラ                                 | 山像かおり                                                       |                                              |
| 1997 | 愛さずにはいられない Fools Rush In                                      | イザベル                               | 山像かおり                                                       |                                              |
| 1997 | ノートルダム The Hunchback                                              | エスメラルダ                           | テレビ映画                                                       | 岡本麻弥                                     |
| 1997 | ターニング・ラブ Breaking Up                                            | モニカ                                 |                                                                  |                                              |
| 1998 | 54 フィフティ★フォー 54                                                 | アニタ                                 | 篠原恵美（ソフト版） 志田有彩（Netflix版）                       |                                              |
| 1998 | ベロシティ・オブ・ゲイリー The Velocity of Gary                         | メアリー                               |                                                                  |                                              |
| 1998 | パラサイト The Faculty                                                  | ロザ・ハーパー                         | 門美樹（ソフト版） 寺内よりえ（フジテレビ版）                    |                                              |
| 1999 | ドグマ Dogma                                                            | セレンディピティ                       | 佐藤しのぶ                                                       |                                              |
| 1999 | ワイルド・ワイルド・ウエスト Wild Wild West                             | リタ・エスコバー                       | 亀井芳子（ソフト版） 朴璐美（日本テレビ版）                      |                                              |
| 2000 | タイムコード Timecode                                                   | ローズ                                 |                                                                  |                                              |
| 2000 | チェイン・オブ・フールズ/Chain of Fools Chain of Fools                  | コルコ                                 |                                                                  |                                              |
| 2000 | トラフィック Traffic                                                    | ロザリオ                               | 斎藤恵理                                                         |                                              |
| 2001 | HOTEL ホテル Hotel                                                      | チャーリー・ブー                       |                                                                  |                                              |
| 2002 | デブラ・ウィンガーを探して Searching for Debra Winger                   |                                        | ドキュメンタリー映画                                             | 魏涼子                                       |
| 2002 | フリーダ Frida                                                          | フリーダ・カーロ                       | 兼製作                                                           | 高山みなみ（ソフト版） 木下紗華（Netflix版） |
| 2003 | スパイキッズ3-D:ゲームオーバー Spy Kids 3-D: Game Over                  | フランチェスカ・ギグルズ               |                                                                  | MEGUMI                                       |
| 2003 | レジェンド・オブ・メキシコ/デスペラード Once Upon a Time in Mexico      | カロリーナ                             | 安藤麻吹                                                         |                                              |
| 2004 | ダイヤモンド・イン・パラダイス After the Sunset                         | ローラ・シリロ                         | 安藤麻吹（ソフト版） 五十嵐麗（テレビ東京版）                    |                                              |
| 2006 | バンディダス Bandidas                                                   | サラ・サンドバル                       | 朴璐美                                                           |                                              |
| 2007 | ロンリーハート Lonely Hearts                                            | マーサ・ベック                         | 山像かおり                                                       |                                              |
| 2007 | アクロス・ザ・ユニバース Across the Universe                            | 歌う看護婦                             |                                                                  |                                              |
| 2009 | ダレン・シャン Cirque du Freak: The Vampire's Assistant                 | マダム・トラスカ                       | LiLiCo                                                           |                                              |
| 2010 | アダルトボーイズ青春白書 Grown Ups                                      | ロクサーヌ                             |                                                                  |                                              |
| 2011 | 刺さった男 La chispa de la vida                                         | ルイサ                                 | 志田有彩                                                         |                                              |
| 2011 | 長ぐつをはいたネコ Puss in Boots                                        | キティ・フワフワーテ                   | 声の出演                                                         | 本田貴子                                     |
| 2012 | ザ・パイレーツ! バンド・オブ・ミスフィッツ The Pirates! Band of Misfits | Cutlass Liz                            | 声の出演                                                         |                                              |
| 2012 | 野蛮なやつら/SAVAGES Savages                                            | エレナ                                 |                                                                  | 五十嵐麗                                     |
| 2012 | 闘魂先生 Mr.ネバーギブアップ Here Comes the Boom                        | ベラ                                   | 浅野まゆみ                                                       |                                              |
| 2013 | アダルトボーイズ遊遊白書 Grown Ups 2                                    | ロキシー・チェイスフェダー             | 世戸さおり                                                       |                                              |
| 2013 | Girl Rising -少女たちの挑戦- Girl Rising                                | ナレーター                             |                                                                  |                                              |
| 2014 | ザ・マペッツ2/ワールド・ツアー Muppets Most Wanted                      | 本人                                   |                                                                  |                                              |
| 2014 | 預言者 Kahlil Gibran's The Prophet                                      | カミラ                                 | 声の出演 兼製作                                                  |                                              |
| 2014 | エヴァリー Everly                                                       | エヴァリー                             |                                                                  | 浅野まゆみ                                   |
| 2014 | おとなのワケあり恋愛講座 Some Kind of Beautiful                         | オリヴィア                             | 沢海陽子                                                         |                                              |
| 2015 | 五日物語 -3つの王国と3人の女- Tale of Tales                             | ロングトレリスの女王                   | 安藤麻吹                                                         |                                              |
| 2015 | シーラーズの9月 Septembers of Shiraz                                    | ファルネズ                             | 兼製作総指揮 別題『ボーダー -自由への扉-』                       | 藤本喜久子                                   |
| 2016 | ソーセージ・パーティー Sausage Party                                    | テレサ・デル・タコ                     | 声の出演                                                         | 朴璐美                                       |
| 2017 | ベアトリス・アット・ディナー Beatriz at Dinner                          | ベアトリス                             |                                                                  | N/A                                          |
| 2017 | ラテン・ジゴロになる方法 How to Be a Latin Lover                        | サラ                                   |                                                                  |                                              |
| 2017 | ヒットマンズ・ボディガード The Hitman's Bodyguard                       | ソニア・キンケイド                     | 浅野まゆみ（Netflix版） きそひろこ（ソフト版）                   |                                              |
| 2018 | ハミングバード・プロジェクト 0.001秒の男たち The Hummingbird Project    | エヴァ・トレス                         | なかせひな                                                       |                                              |
| 2019 | ドランク・ペアレンツ 〜崖っぷち夫婦狂騒曲〜 Drunk Parents               | ナンシー                               | 深見梨加                                                         |                                              |
| 2020 | コスメティック・ウォー わたしたちがBOSSよ! Like a Boss                  | クレア・ルナ                           | 高乃麗                                                           |                                              |
| 2020 | 選ばなかったみち The Roads Not Taken                                    | ドロレス                               | （吹き替え版なし）                                               |                                              |
| 2021 | ブリス 〜たどり着く世界〜 Bliss                                         | イザベル・クレメンス                   | きそひろこ                                                       |                                              |
| 2021 | ヒットマンズ・ワイフズ・ボディガード Hitman's Wife's Bodyguard          | ソニア・キンケイド                     | きそひろこ                                                       |                                              |
| 2021 | エターナルズ Eternals                                                   | エイジャック                           | 戸田恵子                                                         |                                              |
| 2021 | ハウス・オブ・グッチ House of Gucci                                     | ジュゼッピーナ・“ピーナ”・アウリエンマ | 水野ゆふ                                                         |                                              |
| 2022 | 長ぐつをはいたネコと9つの命 Puss in Boots: The Last Wish                | キティ・フワフワーテ                   | 声の出演                                                         | 土屋アンナ                                   |
| 2023 | マジック・マイク ラストダンス Magic Mike's Last Dance                   | マクサンドラ・メンドーザ               |                                                                  | 五十嵐麗                                     |

### テレビシリーズ
| 年        | 題名                                         | 役名                 | 備考                               | 吹き替え           |
| --------- | -------------------------------------------- | -------------------- | ---------------------------------- | ------------------ |
| 1989-1991 | Teresa                                       | テレサ・マルティネス | 計125話出演                        | N/A                |
| 2003      | サタデー・ナイト・ライブ Saturday Night Live | ゲストホスト         | 「Salma Hayak/Christina Aguilera」 | （吹き替え版なし） |
| 2006-2007 | アグリー・ベティ Ugly Betty                  | ソフィア             | 計85話製作総指揮 計8話出演         | 林真里花           |
| 2009-2013 | 30 ROCK/サーティー・ロック 30 Rock           | エリサ               | 計8話出演                          | （吹き替え版なし） |